# Laurie Wisefield
Laurie Wisefield (* 27. srpna 1952 Londýn, Anglie) je anglický kytarista, známý jako člen skupiny Wishbone Ash v 70. a 80. letech.

## Raná kariéra
Před svým vystupováním ve Wishbone Ash, účinkoval v progressive rockové skupině Home. Tato skupina vydala v letech 1971 až 1974 tři alba u společnosti Columbia Records.

## Wishbone Ash
Wisefield se připojil k Wishbone před vydáním alba z roku 1974, There's the Rub, skupinu opustil v polovině 80. let, po vydání Raw to the Bone.

## Období po Wishbone Ash
Po svém odchodu od Wishbone Ash, vystupoval Wisefield s umělci jako Tina Turner, Joe Cocker a Roger Chapman. Společně s ex-členy Whitesnake a Thunder hraje ve skupině Snakecharmer.
V roce 2002 hrál v muzikálu We Will Rock You.